# Beata Łaciak
Beata Łaciak (ur. 1964) – polska socjolożka, profesor nauk społecznych, pracuje w Instytucie Podstaw Bezpieczeństwa Wydziału Bezpieczeństwa Narodowego Akademii Sztuki Wojennej. Od 2019 roku profesor nauk społecznych.

## Życiorys
21 maja 1997 obroniła pracę doktorską Dziecko w świecie społecznym (promotor – Jacek Kurczewski). 4 lipca 2006 habilitowała się na podstawie pracy zatytułowanej Obyczajowość polska czasu transformacji czyli wojna postu z karnawałem. 25 października 2019 nadano jej tytuł profesora w zakresie nauk społecznych. W latach 1991–2017 zatrudniona w  Instytucie Stosowanych Nauk Społecznych na stanowisku asystenta, adiunkta, a następnie profesora uczelni. W latach 2008–2016 prodziekana na Wydziale Stosowanych Nauk Społecznych i Resocjalizacji Uniwersytetu Warszawskiego. Od 2017 pracuje w Akademii Sztuki Wojennej.
Pracuje na stanowisku profesora w Instytucie Podstaw Bezpieczeństwa na Wydziale Bezpieczeństwa Narodowego Akademii Sztuki Wojennej.